# Sosnovka (Atkarsk)
|  | Per a altres significats, vegeu «Sosnovka». |

Sosnovka (en rus: Сосновка) és un poble de l'óblast de Saràtov, a Rússia, segons el cens del 2010 tenia 43 habitants. Pertany al districte municipal d'Atkarsk.